# Plebiscito sobre el acuerdo de paz de Colombia de 2016
El plebiscito sobre el acuerdo de paz de Colombia de 2016 fue el primer mecanismo de refrendación para aprobar los acuerdos de paz entre el gobierno de Colombia y la guerrilla de las Fuerzas Armadas Revolucionarias de Colombia-Ejército del Pueblo  (FARC-EP). Las votaciones fueron programadas para el domingo 2 de octubre de 2016. El objetivo de esta consulta era que la ciudadanía expresara su aprobación o rechazo al acuerdo de paz entre el gobierno colombiano y las FARC-EP en La Habana. Para que el acuerdo fuese válido, el «Sí» debería contar, al menos, con el 13% del censo electoral (4 396 626 votos), y superar en número de votos al «No». El resultado fue una victoria del «No». Vale mencionar que, aunque ganó el "NO" a la firma de los "acuerdos de paz", el Gobierno de Juan Manuel Santos tuvo que renegociar el acuerdo considerando objeciones de los opositores al acuerdo. El voto fue deprimido en zonas del norte de Colombia debido al paso del Huracán Matthew, zonas que votaron por el «Sí».

## Antecedentes de acuerdos de paz
Los antecedentes al conflicto armado entre el Gobierno Nacional y las FARC-EP (formalizadas en 1966), se remontan a sus inicios en 1960, consecuencia de La Violencia sociopolítica desde 1925 hasta 2016 aproximadamente.

### Acuerdos de La Uribe
Fue a mediados de la década de los años 80 cuando la situación de violencia guerrillera generó una necesidad inminente de movimientos en favor de la paz, los cuales estaban liderados por actores organizados y no organizados de la sociedad civil y el gobierno.
Desde 1982, durante el gobierno de Belisario Betancur, se buscó iniciar un proceso de paz que involucrara la desmovilización y amnistía de los miembros de las FARC-EP. Estos fueron los acuerdos de La Uribe (Meta) que "buscaban una reestructuración de las instituciones y fortalecimiento de la democracia". Es así cómo se logra en 1984 que miembros sometidos a este proceso de paz se lancen a la participación política en cargos de elección popular con el partido Unión Patriótica, el cual, además de miembros de las FARC-EP, tenía a miembros del Partido Comunista Colombiano, disidentes políticos, indígenas, líderes estudiantiles y sindicales.
Las acciones en favor de negociaciones y el cese de las hostilidades incrementaron ,pero presentaron muchos obstáculos que impidieron la consecución de acuerdos duraderos y la voluntad de compromiso de las partes involucradas. La Toma y Retoma del Palacio de Justicia por parte de la guerrilla del Movimiento 19 de abril (M-19) y la Fuerza Pública, y el genocidio de la Unión Patriótica, la guerra sucia contra la izquierda, el crecimiento del paramilitarismo (entre otros factores y acontecimientos), deslegitimaron lo pactado en los diferentes acuerdos y volvieron a recrudecer la violencia entre gobierno y las guerrillas.

### La paz de la constitución de 1991
La Constitución Política de 1991 ha sido considerada como una base de lo que son los acuerdos de paz con las guerrillas como el M-19, el EPL, el MA Quintín Lame. Esta es el resultado final después de negociaciones de paz iniciado en la gobierno de Belisario Betancur (1982-1986) y culminado en el gobierno de Virgilio Barco y el gobierno de César Gaviria.
Si bien es cierto, en Colombia se sufría de la violencia bipartidista, donde los partidos tradicionales eran los únicos con acceso al poder. En este sentido, los liberales y conservadores instauraron un sistema político cerrado y a la defensiva de otras alternativas políticas. Por esto mismo, las guerrillas, en busca de tener alguna oportunidad en el gobierno colombiano, acudieron a la violencia, ya que era, según ellos, la única forma de ser parte de los organismos que dirigen el Estado. A raíz de esto, había malestares sociales y políticos; por lo tanto, se adelantaron diálogos con estos grupos para presentarles reformas en pro de la institucionalización de sus partidos políticos, para generar mayores espacios de participación (Ramírez y Restrepo, 1989).
Según Pardo (2008), se ejecutó la ley de amnistía que dio libertad a diferentes miembros de los grupos armados que estaban encarcelados. Así, el Gobierno colombiano habría de fundar el Plan Nacional de Rehabilitación (PNR), con el propósito de opacar las "Causas objetivas de la violencia".
En el gobierno de Virgilio Barco (1986-1990), en medio de la continuación de la búsqueda de la paz, los ideales principales del PNR cambiarían, de tal modo que no habría flexibilidad con los grupos armados ilegales. El M-19 sería el primero en desmovilizarse, y pasaría a ser el partido Alianza Democrática M-19, luego el Partido Revolucionario de los Trabajadores (Colombia), el Movimiento Armado Quintín Lame,  el EPL y por último, el Comando Ernesto Rojas. La intención de Barco era ampliar la autonomía de las administraciones locales (Rocha, 1992), a través de la descentralización y ampliación de las competencias políticas.
Además de eso, se había intensificado la violencia por parte del paramilitarismo, ya que, por medio del narcotráfico adquirieron los recursos financieros para formar ejércitos privados y ser más fuertes a la hora de enfrentarse con la institucionalidad. La guerra se llevó a las zonas urbanas del país y así ejercieron más presión política y social.
Por tal motivo, entre líderes de opinión y los académicos de ese entonces, coincidieron de que la paz solo sería posible por medio de un cambio institucional que pudiera garantizar la aceptación de alternativas políticas (Rodríguez, 2021). Esta nueva Constitución Política (1991) sería la que tendría las reformas necesarias, por ende, se realizó una consulta popular para preguntar a la ciudadanía si estaban de acuerdo con la convocatoria de una asamblea nacional constituyente.
La nueva Constitución Política se enfocó en la apertura del sistema político como una solución a los malestares sociales causados por la violencia. Asimismo, dio lugar a las reformas y garantías que favorecieron a los grupos armados ilegales, con el objetivo de que haya paz, por esto mismo, es un precedente vital para lo que fue el acuerdo de paz entre el gobierno de Juan Manuel Santos y las FARC-EP.

### Diálogos de paz entre el gobierno de Andrés Pastrana y las FARC-EP
Durante el gobierno de Andrés Pastrana (1998-2002), se llevó a cabo el proceso de Paz en San Vicente del Caguán, despertando en el país un deseo social por la paz. Estos diálogos se dieron en un momento de recrudecimiento del conflicto armado interno, con unas FARC-EP en su máxima expansión y la Fuerza Pública fortalecida por el Plan Colombia. Si bien no se consiguieron mayores consensos, éste construyó un terreno fértil para los acuerdos posteriores liderados por Juan Manuel Santos en su segunda administración como presidente. Posteriormente, se consolidaron de manera contundente con las negociaciones con las FARC-EP en La Habana en 2016.
Las negociaciones para el acuerdo de paz se iniciaron el 26 de agosto de 2012 en La Habana, entre el Gobierno colombiano y las FARC-EP, y concluyeron el 24 de agosto de 2016.
Los acuerdos abarcan sobre la reforma rural, la participación política, el cese al fuego y hostilidades bilateral, la solución al problema de las drogas ilícitas, sobre las víctimas y los mecanismos de implementación y verificación.

## Plebiscito
El 18 de julio de 2016, la Corte Constitucional aprobó el plebiscito para que los colombianos validarán los acuerdos de paz, firmado el 26 de septiembre en Cartagena de Indias.
La papeleta de votación constó de una pregunta para que los votantes puedan aprobar o rechazar lo firmado en los acuerdos de paz:

«¿Apoya el acuerdo final para la terminación del conflicto y construcción de una paz estable y duradera?».

Finalmente, y después de una gran incertidumbre frente al resultado final, ganó el NO al acuerdo. La abstención para esta ocasión fue del 62,59%, la más alta en 22 años.

## Campaña y resultados

### Sí
El presidente Juan Manuel Santos, impulsor de los diálogos con las FARC-EP, anunció el apoyo al Plebiscito.
Los partidos políticos que se pronunciaron a favor de los acuerdos fueron el Partido Social de Unidad Nacional y el Partido Cambio Radical. El Movimiento Político MIRA inscribió Comité Promotor apoyando el Sí al Plebiscito sobre los Acuerdos entre el Gobierno colombiano y las FARC-EP. También el movimiento de Gustavo Petro inscribió Comité por el Sí. El partido Polo Democrático lanzó la campaña.
La campaña del Sí, se elaboró alrededor de la generación de miedo a una inminente reintegración a la guerra en caso de que no se lograra el acuerdo. Se basó en que, en caso de ganar el No, no habría espacio para renegociaciones y que una guerra insurgente frente a la población civil, tanto urbana como rural, sería inviable.
Los resultados del "Sí", se ubicaron geográficamente en sectores con una significativa ausencia estatal e institucional y en donde el conflicto armado interno ha impactado más cercanamente. En el recuento por municipio, las regiones en donde las FARC-EP se encontraban consolidadas como actores armados hegemónicos y tienen un alto grado de legitimidad, se aprobó el plebiscito con alta favorabilidad. En la región del Catatumbo, los departamentos de Putumayo, Arauca,Guaviare la región del Urabá, el Nudo de Paramillo,los  Montes de María el Sí ganó con un rango superior al 50%.
Según el análisis realizado por Fundación Ideas para la Paz (FIP), la aprobación al plebiscito se debe a que las FARC-EP han contribuido a la "construcción de una identidad política y social" en estas regiones, lo que llevaría a que no sólo se beneficien los miembros de las FARC-EP desmovilizados, sino la región como tal, generando mayor desarrollo e integración territorial.

### No
El exsenador y expresidente Álvaro Uribe manifestó su apoyo al No en el plebiscito. El partido político Centro Democrático, dirigido por el expresidente y exsenador Álvaro Uribe, se pronunció en contra del acuerdo final, siendo uno de los 21 sectores que se manifestó en contra. La campaña por el No fue realizada por Juan Carlos Vélez Uribe.
La campaña del No, también fue liderada bajo la movilización masiva de emociones de miedo e indignación, pero en este caso, frente a los crímenes cometidos por las FARC-EP desde su creación y el temor de indultos hacía criminales y su posterior reintegración a la sociedad.
Los resultados del "No", se ubicaron geográficamente en regiones más urbanas y en donde el Estado y sus instituciones se encuentran más presentes y funcionan mejor. También fue contundente el “No” en regiones periféricas en donde las FARC-EP acudieron al secuestro, la extorsión y cometieron atentados terroristas, influyendo así en la decisión de la ciudadanía en aceptar la incorporación de miembros de la guerrilla a la vida civil. Esto es presentó principalmente en parte de Antioquia,  Meta, Casanare y Caquetá.

## Encuestas
| 07/07/2016 | Ipsos Napoleón Franco | 56,0% | 39,0% | -     | -    | Informador       |
| 07/08/2016 | Ipsos Napoleón Franco | 39,0% | 50,0% | 11,0% | -    | Noticias RCN     |
| 18/08/2016 | Invamer Gallup        | 67,0% | 32,5% | -     | 5,0% | Noticias Caracol |
| 26/08/2016 | Datexco               | 39,2% | 27,7% | 10,5% | 3,7% | El Tiempo        |
| 02/09/2016 | Cifras & Conceptos    | 62,0% | 28,0% | 10,0% | 2,2% | Caracol Radio    |
| 02/09/2016 | Datexco               | 59,5% | 33,2% | 4,7%  | 2,1% | El País          |
| 08/09/2016 | Ipsos Napoleón Franco | 72,0% | 28,0% | -     | 3,5% | Revista Semana   |
| 09/09/2016 | Datexco               | 64,8% | 28,0% | 11,0% | 2,1% | El Tiempo        |
| 16/09/2016 | Datexco               | 55,3% | 38,3% | 6,4%  | 2,1% | El Tiempo        |
| 20/09/2016 | Invamer Gallup        | 67,6% | 32,4% | -     | 5,0% | Noticias Caracol |
| 23/09/2016 | Cifras & Conceptos    | 54,0% | 34,0% | 12,0% | 2,0% | Caracol Radio    |
| 27/09/2016 | Datexco               | 55,0% | 36,6% | 8,4%  | 2,1% | El Tiempo        |
| 27/09/2016 | Cifras & Conceptos    | 62,0% | 38,0% | -     | 3,8% | Caracol Radio    |
| 27/09/2016 | Ipsos Napoleón Franco | 66,0% | 34,0% | -     | 3,5% | Revista Semana   |

## Resultados

Mapa de los votos de los colombianos en el exterior:
Países donde predominó el «SÍ»
Países donde predominó el «NO»

| Elección                                               | Votos      | %      |
| ------------------------------------------------------ | ---------- | ------ |
| Sí                                                     | 6 377 464  | 49,79% |
| No                                                     | 6 431 372  | 50,21% |
| Votos nulos/no marcados                                | 257 189    | —      |
| Total                                                  | 13 066 025 | 100%   |
| Otros datos de porcentaje                              |            |        |
| Votos válidos                                          | 12 808 858 | 98,03% |
| Nulos                                                  | 170 946    | 1,97%  |
| No marcados                                            | 86 243     | 1,97%  |
| Umbral                                                 | 4 536 992  | 13%    |
| Participantes                                          | 13 066 025 | 37,44% |
| Votantes registrados                                   | 34 899 945 | 71,59% |
| Fuente: Univision, RNEC (99,98% de los votos contados) |            |        |

### Votos por departamento
|  | 56,64% |

|  | 43,35% |

|  | 37,99% |

|  | 62,00% |

|  | 48,62% |

|  | 51,37% |

|  | 60,53% |

|  | 39,46% |

|  | 56,07% |

|  | 43,92% |

|  | 60,23% |

|  | 39,76% |

|  | 50,08% |

|  | 49,91% |

|  | 42,90% |

|  | 57,09% |

|  | 46,95% |

|  | 53,04% |

|  | 28,85% |

|  | 71,14% |

|  | 67,39% |

|  | 32,60% |

|  | 50,66% |

|  | 49,33% |

|  | 79,76% |

|  | 20,23% |

|  | 60,73% |

|  | 39,26% |

|  | 43,47% |

|  | 56,52% |

|  | 55,52% |

|  | 44,47% |

|  | 52,86% |

|  | 47,13% |

|  | 39,22% |

|  | 60,77% |

|  | 61,14% |

|  | 38,85% |

|  | 60,53% |

|  | 39,46% |

|  | 36,41% |

|  | 63,58% |

|  | 64,81% |

|  | 35,18% |

|  | 36,07% |

|  | 63,92% |

|  | 65,50% |

|  | 34,49% |

|  | 39,86% |

|  | 60,13% |

|  | 44,30% |

|  | 55,69% |

|  | 55,01% |

|  | 44,98% |

|  | 44,35% |

|  | 55,64% |

|  | 61,88% |

|  | 38,11% |

|  | 40,28% |

|  | 59,71% |

|  | 52,44% |

|  | 47,55% |

|  | 78,05% |

|  | 21,94% |

|  | 50,66% |

|  | 49,33% |

|  | 54,13% |

|  | 45,86% |

|  | 49,78% |

|  | 50,21% |

## Reacciones
La guerrilla de las FARC-EP a través de su comandante en jefe Rodrigo Londoño alias 'Timochenko', reafirmaron su voluntad de paz y de continuar con los Acuerdos de paz, se expresaron en contra del resultado del plebiscito, y a favor de los acuerdos firmados entre la guerrilla y el gobierno, lo consideró una victoria política de guerreristas, que no afectaba en nada la aplicación de lo acordado y expresó que lo firmado por el presidente se encuentra vigente al ser suscritos con anterioridad del plebiscito y depositado como un acuerdo especial en el marco de los Convenios de Ginebra.

"Las FARC-EP mantienen su voluntad de paz y reiteran su disposición de usar solamente la palabra como arma de construcción hacia el futuro"
Comunicado de las FARC-EP.

El gobierno consideró que independientemente de lo decidido por el pueblo iba a continuar con el proceso y pidió un pacto nacional de las fuerzas políticas a favor del acuerdo.
El 5 de octubre, en 14 ciudades del país, miles ciudadanos, convocados por estudiantes, salen a las calles a protestar en contra del resultado obtenido en el plebiscito.
La interpretación del término «ideología de género» ha sido una de las causas atribuidas a la victoria del NO. En el texto del acuerdo final, la palabra "género" aparece 111 veces. Sin embargo, tal como lo señala el artículo no debe ser confundido con la equidad de género, aspecto en el cual incide el acuerdo.
Según un estudio de 2018, una de las razones que pudo haber explicado la victoria del «No» es la dificultad de comprender el material escrito de estos acuerdos, pues su redacción sólo puede ser comprendida por una persona con al menos 19 años de educación formal, lo cual es equivalente al haber culminado estudios de posgrado.